# Jože Međimurec
Jože Međimurec (Pince Marof, 6. kolovoza 1945.), slovenski i srbijanski atletičar, trkač srednjoprugaš (800 m i 1500 m). Također se natjecao u najdužoj sprinterskoj disciplini i to u štafeti 4 x 400 m. U svim je disciplinama bio i državni reprezentativac.
Natjecao se za Partizan gdje ga je trenirao poznati hrvatski atletski trener Drago Štritof. Sudionik europskih i svjetskih prvenstava i višestruki državni rekorder.
Sudionik OI 1972. u Münchenu, gdje je na 800 m došao do poluzavršnice gdje je bio 4. te na 1500 m gdje je bio 8. u 1. krugu.